# Kevin Gausman
Kevin John Gausman (né le 6 janvier 1991 à Centennial, Colorado, États-Unis) est un lanceur droitier des Ligues majeures de baseball jouant avec les Blue Jays de Toronto.

## Carrière
Kevin Gausman est repêché au 6e tour de sélection par les Dodgers de Los Angeles en 2010, mais il ne signe pas avec le club et quitte son collège du Colorado pour rejoindre les Tigers de l'Université d'État de Louisiane. Il est mis sous contrat par les Orioles de Baltimore, qui en font leur choix de première ronde en 2012 et lui accordent un boni à la signature de 4,32 millions de dollars US. Gausman est le 4e athlète sélectionné au total par un club du baseball majeur à la draft MLB 2012.
Kevin Gausman fait ses débuts dans les majeures comme lanceur partant pour Baltimore contre les Blue Jays de Toronto le 23 mai 2013. À sa première année, il obtient 5 départs et ajoute 15 présences en relève dont une lui vaut contre les Yankees de New York sa première victoire dans les majeures le 28 juin 2013. En 47 manches et deux tiers lancés, sa moyenne de points mérités s'élève à 5,66 avec 49 retraits sur des prises, 3 victoires et 5 défaites.
Gausman amorce 2014 dans les ligues mineures. Rappelé pour un seul départ, qui se solde par une défaite le 14 mai, il revient et intègre la rotation de lanceurs partants des Orioles en juin. 
Le 10 décembre 2019, il signe un contrat d'un an et d'un montant de 9 millions de dollars avec les Giants de San Francisco. 
Le 1er décembre 2021, il signe un contrat de 5 ans et d'une valeur totale de 110 millions de dollars avec les Blue Jays de Toronto.  